# Terje Krokstad
Terje Krokstad (ur. 1 października 1956 w Snillfjord) – norweski biathlonista, brązowy medalista mistrzostw świata oraz mistrz świata juniorów.

## Kariera
Pierwszy sukces w karierze osiągnął w 1977 roku, kiedy zdobył złoty medal w sztafecie na mistrzostwach świata juniorów w Vingrom.
W Pucharze Świata zadebiutował 14 stycznia 1978 roku w Ruhpolding, kiedy zajął ósme miejsce w sprincie. Tym samym już w debiucie zdobył pierwsze punkty. Na podium zawodów tego cyklu pierwszy raz stanął 10 stycznia 1979 roku w Jáchymovie, zajmując trzecie miejsce w biegu indywidualnym. W zawodach tych wyprzedzili go jedynie jego rodak - Roar Nilsen i Eberhard Rösch z NRD. W kolejnych startach jeszcze czterokrotnie stawał na podium: 11 stycznia 1979 roku w Jáchymovie był trzeci w sprincie, 15 stycznia 1981 roku w tej samej miejscowości wygrał bieg indywidualny, 10 lutego 1982 roku w Mińsku był trzeci w biegu indywidualnym, a 21 stycznia 1984 roku w Ruhpolding zajął drugie miejsce w sprincie. Najlepsze wyniki osiągał w sezonach 1980/1981 i 1983/1984, kiedy zajmował siódme miejsce w klasyfikacji generalnej.
Podczas mistrzostw świata w Mińsku w 1982 roku wywalczył swój jedyny medal wśród seniorów, zajmując trzecie miejsce w biegu indywidualnym. Uległ tam tylko Frankowi Ullrichowi i swemu rodakowi Eirikowi Kvalfossowi. Nigdy więcej nie znalazł się w czołowej dziesiąte zawodów tego cyklu. Dwa lata wcześniej wystąpił na igrzyskach olimpijskich w Lake Placid, gdzie zajął 17. miejsce w sprincie. Brał też udział w igrzyskach w Sarajewie cztery lata później, kończąc rywalizację w tej samej konkurencji na 18. pozycji.

## Osiągnięcia

### Igrzyska olimpijskie
| Rok  | Miejscowość | Konkurencje | Konkurencje | Konkurencje | Konkurencje | Konkurencje | Konkurencje | Konkurencje |
| Rok  | Miejscowość | IN          | SP          | PU          | MS          | RL          | MR          | SR          |
| ---- | ----------- | ----------- | ----------- | ----------- | ----------- | ----------- | ----------- | ----------- |
| 1980 | Lake Placid | –           | 17.         | nd.         | nd.         | –           | nd.         | –           |
| 1984 | Sarajewo    | –           | 18.         | nd.         | nd.         | –           | nd.         | –           |

### Mistrzostwa świata
| Rok  | Miejscowość | Konkurencje | Konkurencje | Konkurencje | Konkurencje | Konkurencje | Konkurencje | Konkurencje |
| Rok  | Miejscowość | IN          | SP          | PU          | MS          | RL          | MR          | SR          |
| ---- | ----------- | ----------- | ----------- | ----------- | ----------- | ----------- | ----------- | ----------- |
| 1978 | Hochfilzen  | –           | 13.         | nd.         | nd.         | –           | nd.         | –           |
| 1979 | Ruhpolding  | 23.         | 32.         | nd.         | nd.         | –           | nd.         | –           |
| 1982 | Mińsk       | 3.          | 13.         | nd.         | nd.         | –           | nd.         | –           |

### Puchar Świata

#### Miejsca w klasyfikacji generalnej
| Sezon     | Miejsce |
| --------- | ------- |
| 1977/1978 | 14.     |
| 1978/1979 | 20.     |
| 1979/1980 | 8.      |
| 1980/1981 | 7.      |
| 1981/1982 | 12.     |
| 1982/1983 | 23.     |
| 1983/1984 | 7.      |
| 1984/1985 | 37.     |

#### Miejsca na podium chronologicznie
| Lp. | Dzień       | Rok  | Miejscowość | Konkurencja                | Lokata | Pudła   | Czas biegu | Strata  | Zwycięzca     |
| --- | ----------- | ---- | ----------- | -------------------------- | ------ | ------- | ---------- | ------- | ------------- |
| 1.  | 10 stycznia | 1979 | Jáchymov    | Bieg indywidualny na 20 km | 3.     | ?       | 1:15:06,4  | ?       | Roar Nilsen   |
| 2.  | 11 stycznia | 1979 | Jáchymov    | Sprint na 10 km            | 3.     | ?       | 36:38,0    | ?       | Rudolf Horn   |
| 3.  | 15 stycznia | 1981 | Jáchymov    | Bieg indywidualny na 20 km | 1.     | 5       | 1:19:13,3  | –       | –             |
| 4.  | 10 lutego   | 1982 | Mińsk       | Bieg indywidualny na 20 km | 3.     | 0+3+1+1 | 1:07:17,0  | +3:31,6 | Frank Ullrich |
| 5.  | 21 stycznia | 1984 | Ruhpolding  | Sprint na 10 km            | 2.     | 0+1     | 30:19,5    | +2,1    | Peter Angerer |